# Sourkhei
Le sourkhei (ou surkhei) est un dialecte iranien parlé en Iran, dans le village de Sourkhe situé au Sud-Ouest de la ville de Semnan. Le sourkhei est un des dialectes de la région de Semnan qui font partie des langues iraniennes du Nord-Ouest.

## Sources
- (ru) Расторгуева, .В.C. , Семнана полосы диалекты, dans Языки мира. Иранские языки II. Северо-западные иранские языки, Moscou: Indrik, 1999, p.148-153  (ISBN 5-85759-099-X)
- (ru) Расторгуева, .В.C. , Сурхеи язык//диалект, dans Языки мира. Иранские языки II. Северо-западные иранские языки, Moscou: Indrik, 1999, p.153-157  (ISBN 5-85759-099-X)